# Claridenhütte
Die Claridenhütte ist eine Berghütte des Schweizer Alpen-Clubs (SAC) im Kanton Glarus der Schweiz.
Sie liegt südlich von Linthal auf 2457 m ü. M. südöstlich des Gemsfairenstock auf dem Gipfelplateau des Altenorenstockes der Glarner Alpen.

## Geschichte
Im Sommer 1897 errichtete die SAC-Sektion Bachtel aus dem Zürcher Oberland eine erste, unbewirtschaftete Hütte mit 20 Schlafplätzen. Aufgrund der grossen Beliebtheit wurde sie zu klein, so dass 1903 ein Holzschuppen mit Notlager angebaut wurde. 1906 wurde eine neue zweistöckige Hütte mit 60 Schlafplätzen und einem Hüttenwartraum in Betrieb genommen. 1912 wurde ein Stall für das Maultier Hans angebaut, das die Lasten zur Hütte brachte. Nach dem Ersten Weltkrieg wurde die Hütte vor allem auch bei Skitourengehern beliebt und wurde bald wieder zu klein, so dass 1939 ein Neubau beschlossen wurde.
  

1941 wurde eine neue Hütte in Stein gebaut, die in den 1990er Jahren und 2013 komplett renoviert und erweitert wurde. Sie bietet 72 Schlafplätze in mehreren Zwei- und Dreibettzimmern, zwei Sechsbettzimmern und drei Zwölfbettzimmern. Die Hütte ist vom 1. März bis Anfang Mai für Skifahrer und Schneeschuhwanderer geöffnet. Die Sommersaison dauert von Ende Juni bis Anfang Oktober.

Erste Clardienhütte von 1887
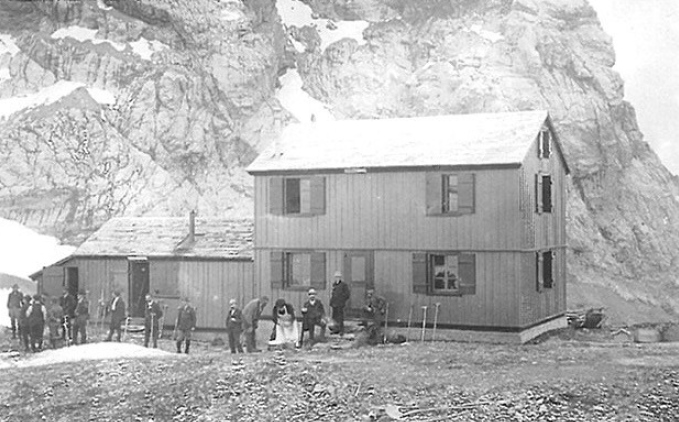
Zweite Claridenhütte von 1906
Aussenansicht der Claridenhütte, 1909
Innenansicht der Claridenhütte, 1909

## Aufstieg
- Vom Bahnhof Linthal erfolgt der Aufstieg über die Reitimatt-Alp, Chrummlaui, Chäsboden und Altstaffel in ca. 5 Std.
- Mit der Gondelbahn von Urnerboden zum Fisetenpass – dann den Sommerweg über Malor – Geissstein zur Claridenhütte. ca. 3 Std.
- Von Urnerboden über den Fisetenpass, Rundloch, Langfirn und Gemsfairenjoch – Das ist auch der Winterzustieg. Dieser Weg ist nur mit Steinmännchen markiert.
- Von Tierfehd über die Pantenbrücke in Richtung Hintersand, durch den Sandwald steil aufwärts, am Walenbach entlang, bis zur Hütte, ca. 4 Stunden

## Benachbarte Hütten
- Fridolinshütte
- Muttseehütte
- Planurahütte
- Grünhornhütte (geschlossen – kein Zutritt mehr)

## Galerie

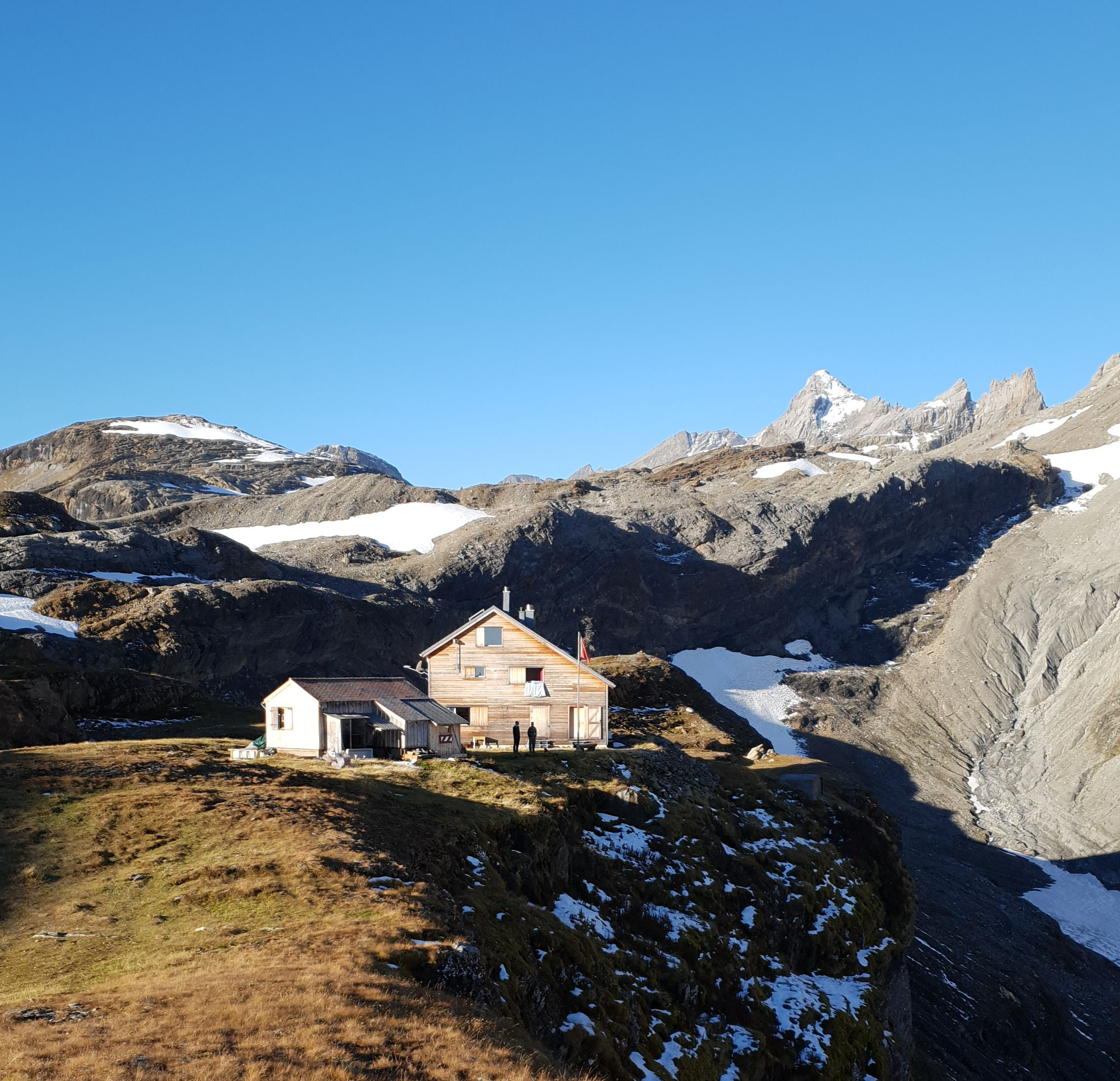
Die Hütte von Nordosten.
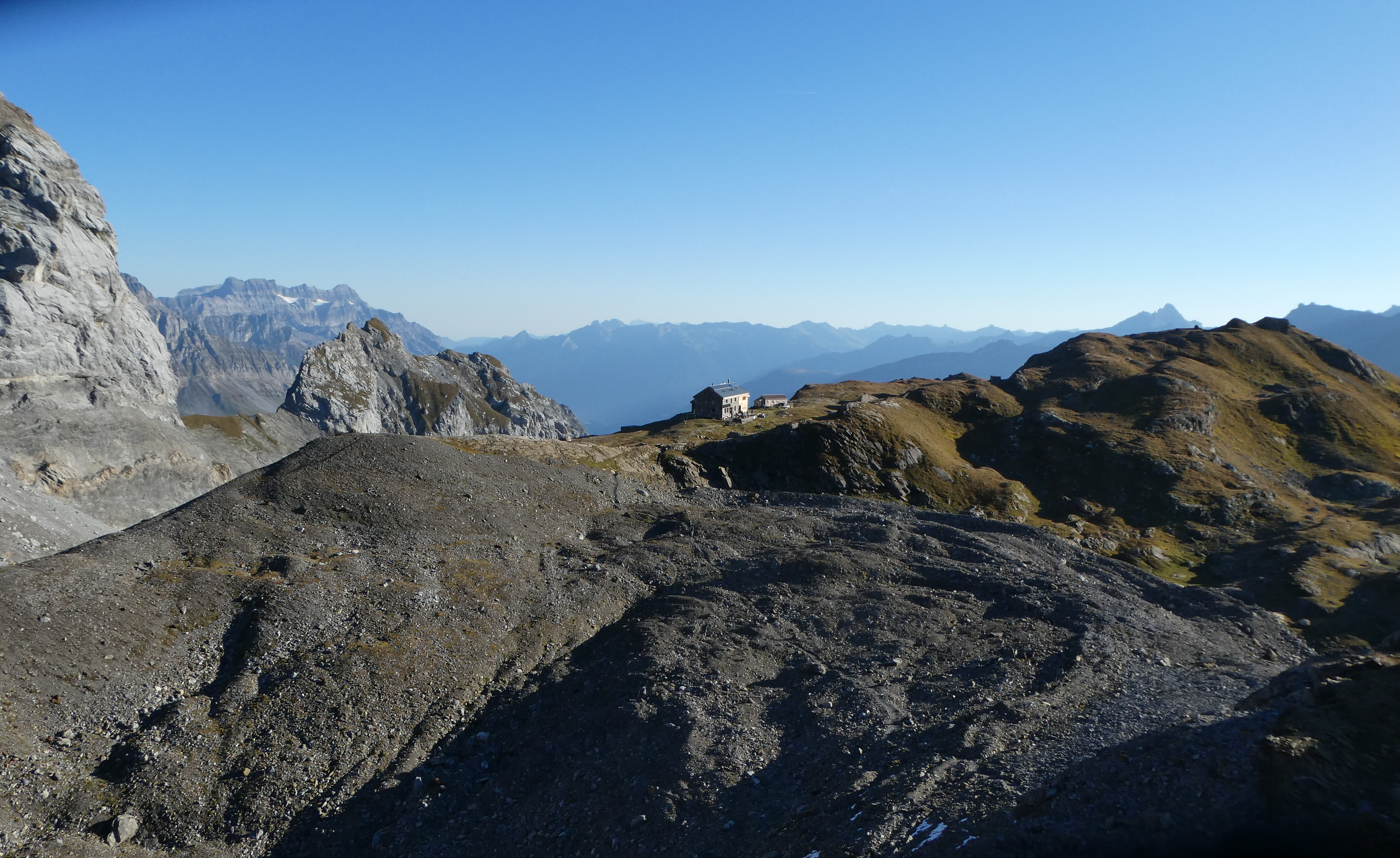
Die Hütte vom Gemsalpeli.
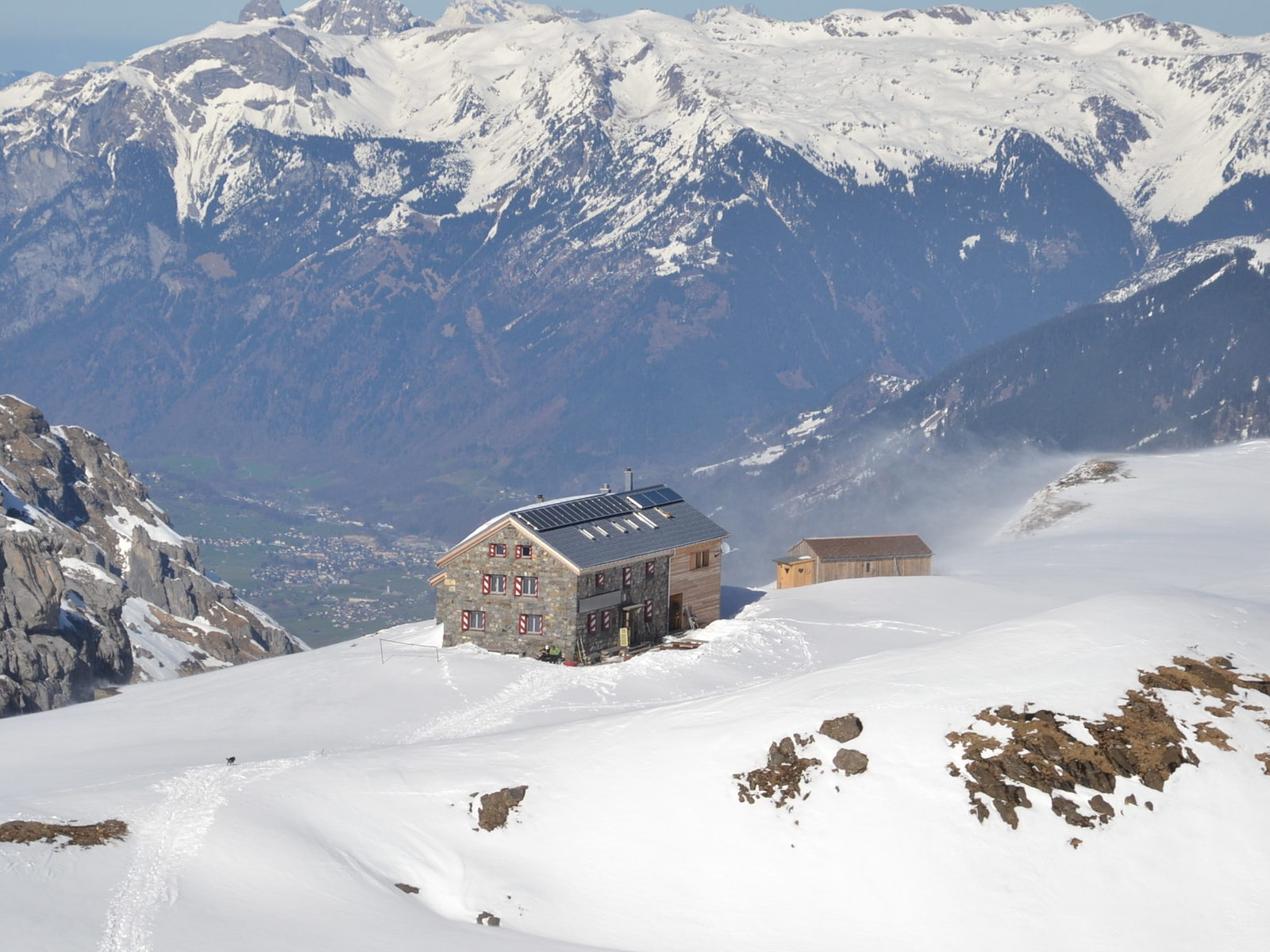
Die Hütte im Winter.
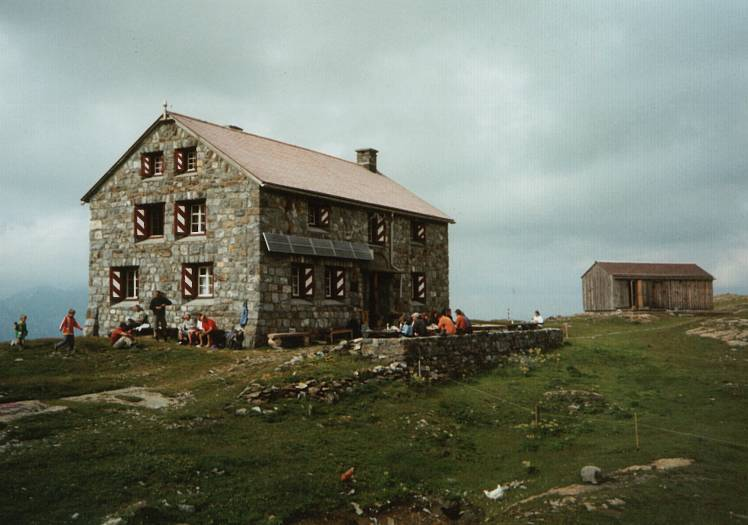
Die Hütte im Jahr 2006.